# Tryggvi Nielsen
Tryggvi Nielsen (* 30. September 1976) ist ein isländischer Badmintonspieler.

## Karriere
Tryggvi Nielsen siegte 1996 erstmals bei den nationalen Titelkämpfen in Island. Sieben weitere Titel folgten bis 2004. 1999 nahm er an den Weltmeisterschaften teil und wurde dort 33. im Herrendoppel mit Sveinn Sölvason.

## Sportliche Erfolge
| Saison | Veranstaltung                              | Disziplin    | Platz | Name                                 |
| ------ | ------------------------------------------ | ------------ | ----- | ------------------------------------ |
| 1993   | Island: Einzelmeisterschaften der Junioren | Herrendoppel | 1     | Njörður Ludvigsson / Tryggvi Nielsen |
| 1996   | Island: Einzelmeisterschaften              | Herreneinzel | 1     | Tryggvi Nielsen                      |
| 1997   | Island: Einzelmeisterschaften              | Herreneinzel | 1     | Tryggvi Nielsen                      |
| 1999   | Weltmeisterschaft                          | Herrendoppel | 33    | Tryggvi Nielsen / Sveinn Sölvason    |
| 2000   | Island: Einzelmeisterschaften              | Herrendoppel | 1     | Sveinn Sölvason / Tryggvi Nielsen    |
| 2001   | Island: Einzelmeisterschaften              | Herrendoppel | 1     | Sveinn Sölvason / Tryggvi Nielsen    |
| 2002   | Island: Einzelmeisterschaften              | Mixed        | 1     | Tryggvi Nielsen / Elsa Nielsen       |
| 2002   | Island: Einzelmeisterschaften              | Herrendoppel | 1     | Tryggvi Nielsen / Sveinn Sölvason    |
| 2004   | Island: Einzelmeisterschaften              | Herreneinzel | 1     | Tryggvi Nielsen                      |
| 2004   | Island: Einzelmeisterschaften              | Herrendoppel | 1     | Tryggvi Nielsen / Sveinn Sölvason    |